# Küsterhaus Kirchweg 1

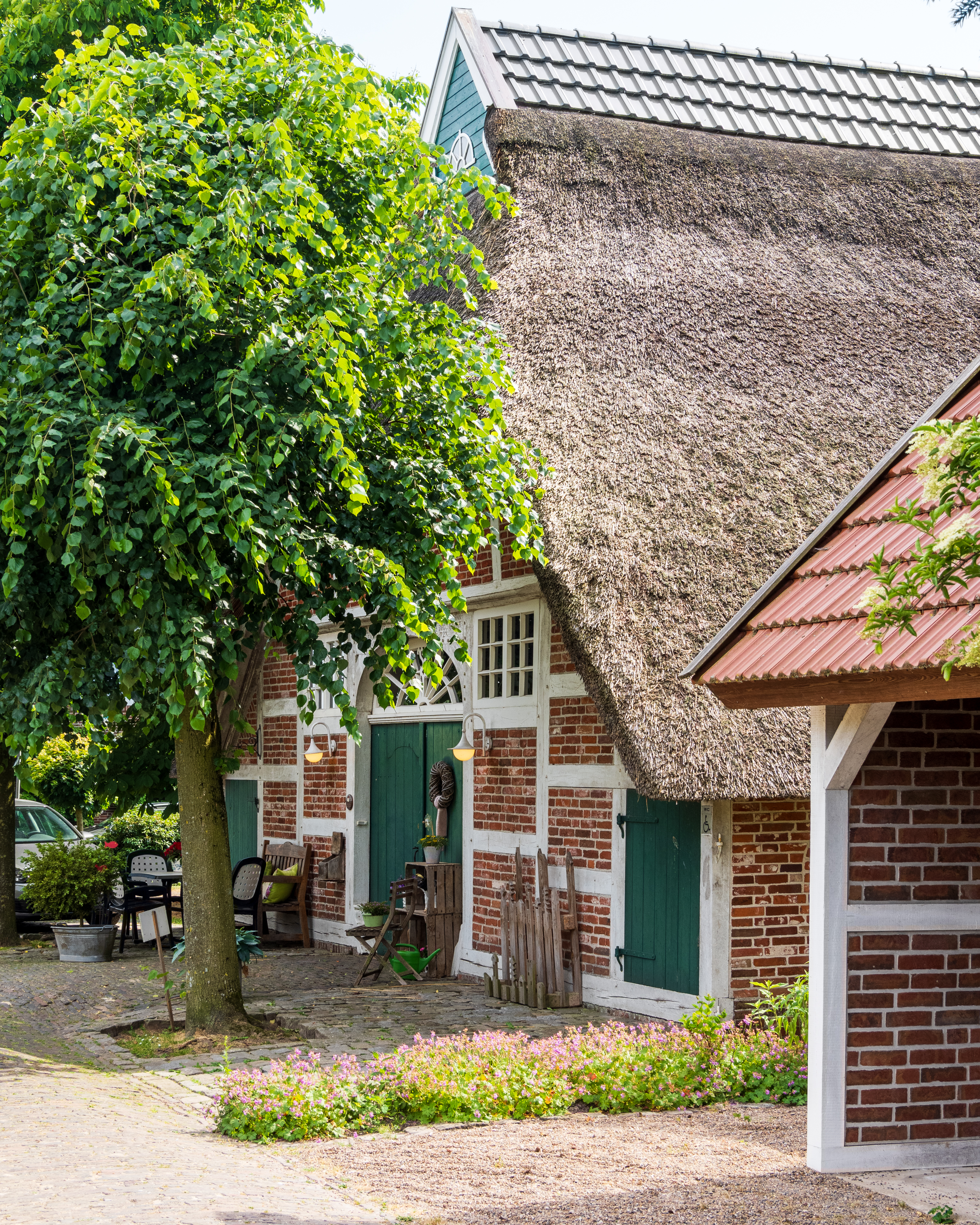
Küsterhaus, Wirtschaftsgiebel

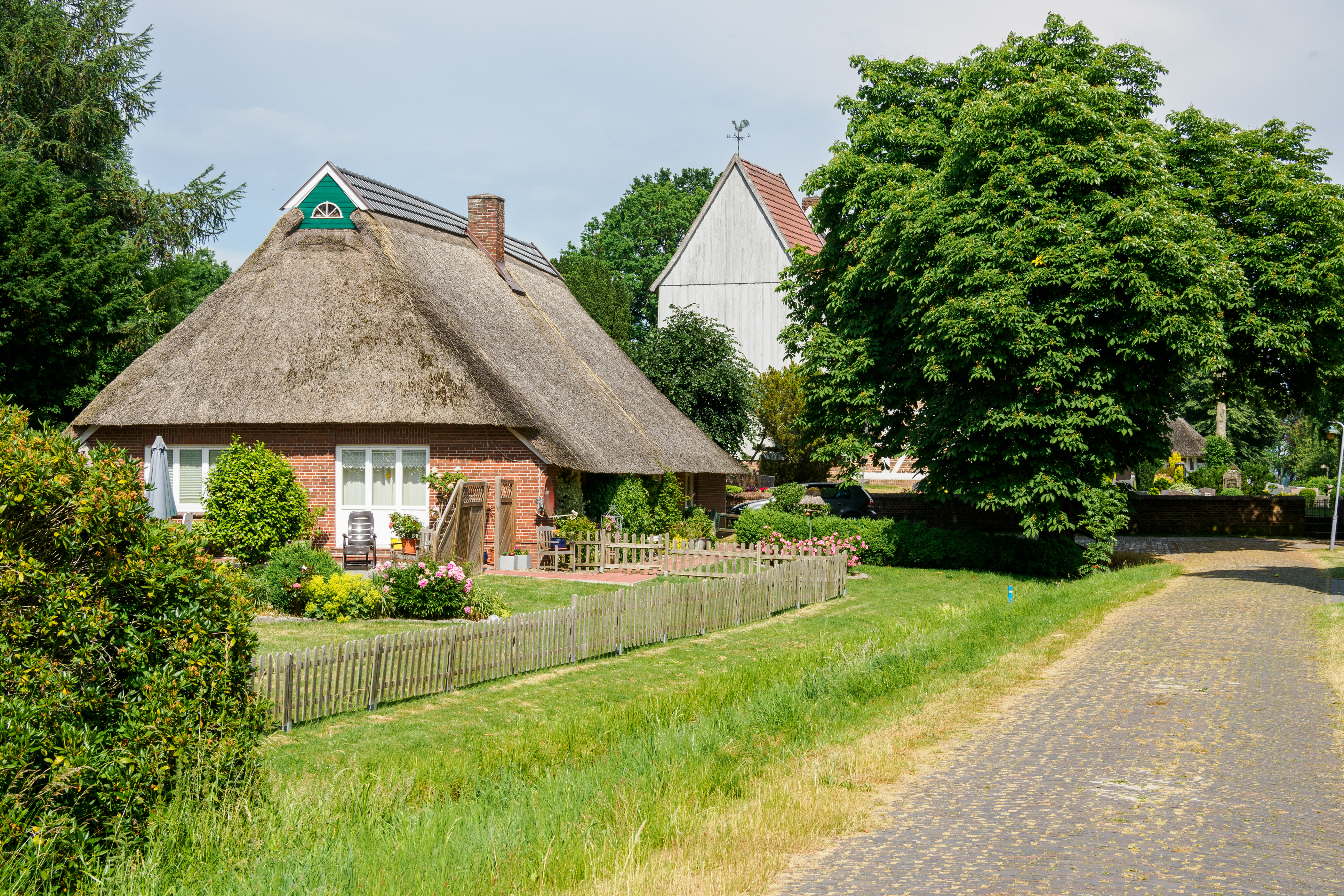
Wohngiebel

Das Küsterhaus Kirchweg 1 im niedersächsischen Elsfleth-Moorriem, Ortsteil Bardenfleth-Eckfleth im Landkreis Wesermarsch, stammt aus dem frühen 18. Jahrhundert.

Aktuell (2023) wird es als Wohnhaus genutzt.
Das Gebäude steht unter Denkmalschutz (siehe auch Liste der Baudenkmale in Elsfleth).

## Geschichte
Das eingeschossige Zweiständer-Hallenhaus in Fachwerk mit Steinausfachungen, reetgedecktem Krüppelwalmdach und Niedersachsengiebeln sowie der mittigen Grooten Door mit Rundbogen wurde 1727 (Inschrift) auf einer Wurt unmittelbar westlich vor der Kirche gebaut. Die Traufwände und der Wohngiebel wurden später in Backstein ersetzt.
Das Küster- und das Pfarrhaus wurden für die 1620 errichtete evangelische Kirche St. Anna gebaut.
Das Landesdenkmalamt befand: „… geschichtliche Bedeutung … als Teil der Gruppe Eckflether Kirche … .“